# Selwyn Calverley
Selwyn Calverley (em alguns registros Selwin; Leeds, 4 de julho de 1855 — 30 de dezembro de 1900) foi um velejador britânico, medalhista olímpico. Ele competiu nas provas da classe acima de 20 toneladas realizadas nos Jogos Olímpicos de Verão de 1900, conquistando a medalha de prata na corrida disputada a bordo do Brynhild.
Seu pai era Edmund Calverley e sua mãe, Isabella, filha de Sir John Thomas Selwyn, 6º baronete Selwyn, e irmã do político conservador Henry Selwin-Ibbetson, 1º Barão Rookwood. Em 1888 casou-se com Sybil Disraeli, sobrinha do primeiro-ministro britânico Benjamin Disraeli, e tiveram duas filhas: Sybil Horatia e Frances Mary.